# Чендлер Ріггз
Чендлер Ріггз (англ. Chandler Riggs, нар. 27 червня 1999, Атланта, Джорджія, США) — молодий американський актор, відомий по ролі Карла Граймса в телесеріалі «Ходячі мерці» який є заснованим на однойменних коміксах.

## Біографія
Народився в 1999 році в Атланті (штат Джорджія), в сім'ї Уїльяма і Джини Енн. Батько Чендлера грає в музичному гурті «Jillhammer». У Чендлера також є молодший брат.

## Хобі та захоплення
Чендлер Ріггз є фанатом екстримальних видів спорту. Більше за все йому до вподоби катання на гірському велосипеді та роликових ковзанах. Також він полюбляє плавання та катання на лижах.

## Улюблений фільм
Чендлер Ріггс має улюблений фільм жахів. Це американський науково-фантастичний фільм жахів «Імла». Він заснований на однойменній повісті яка була написана Стівеном Кінгом. Режисером цього фільму є Френк Дарабонт, який мав досвід в адаптації шедеврів Стівена Кінга «Зелена миля» і «Втеча з Шоушенка». Крім того Френк Дарабонт є виконавчим продюсером телесеріалу «Ходячі мерці»

## Початок кар'єри
Чендлер Ріггс з'явився на телебаченні вперше в фільмі «Ісус ненавидить зомбі» (2006). Його наступна поява на телебаченні була в драмі «Поховайте мене заживо» (2009) з Робертом Дювалем та Біллом Мюрреєм. Цей фільм отримав багато позитивних відгуків від критиків. В 2010 Чендлер Ріггз отримав невелику роль в драмі Тома Маклафліна «Невинний». Ріггз зобразив сина одинокої матері, чоловік якої був засуджений до тюремного ув'язнення за несправедливим звинувачуванням.

## Прорив у кар'єрі
Чендлер Ріггз став відомий після ролі Карла Граймса в телесеріалі AMC «Ходячі мерці». Карл Граймс є сином Ріка Граймса та Лорі Граймс. Ріггз отримав роль в телесеріалі «Ходячі мерці» коли йому було 10 років. В 2012 та 2013 році він був номінований як найкращий молодий актор за роль в серіалі «Ходячі мерці».

## Фільмографія
2006 — «Ісус ненавидить зомбі» / «Jesus H. Zombie»
2009 — «Поховайте мене заживо» / «Get Low»
2010 — «Невинний» / «The Wronged Man»
2010 — «Ходячі мерці» / «The Walking Dead»
- 2019 — «Єдина»